# Bergatreute
Bergatreute település Németországban, azon belül Baden-Württembergben. Lakosainak száma 3275 fő (2023. december 31.). Bergatreute Bad Waldsee, Baienfurt, Baindt, Schlier és Wolfegg községekkel határos.

## Népesség
A település népessége az elmúlt években az alábbi módon változott:
| Lakosok száma | 2283 | 3123 | 3138 | 3204 | 3251 | 3275 |
|               | 1975 | 2017 | 2019 | 2021 | 2022 | 2023 |